# Gaeta
Gaeta ist eine italienische Stadt in der Provinz Latina in der Region Latium mit 19,321 Einwohnern (Stand 31. Oktober 2023). Sie ist Sitz des Erzbistums Gaeta. Der Hafen und Badeort an der Küste des Tyrrhenischen Meeres liegt ungefähr 133 km südöstlich von Rom und 96,5 km nordwestlich von Neapel. Im Jahr 2025 wurde er zum zwölften Mal in Folge mit der blauen und grünen Flagge der FEE ausgezeichnet. Das heutige Gaeta ist ein Fischereihafen und ein bekannter Badeort. Die NATO hat hier einen Marinestützpunkt.

## Geographie

Lage von Gaeta in der Provinz Latina

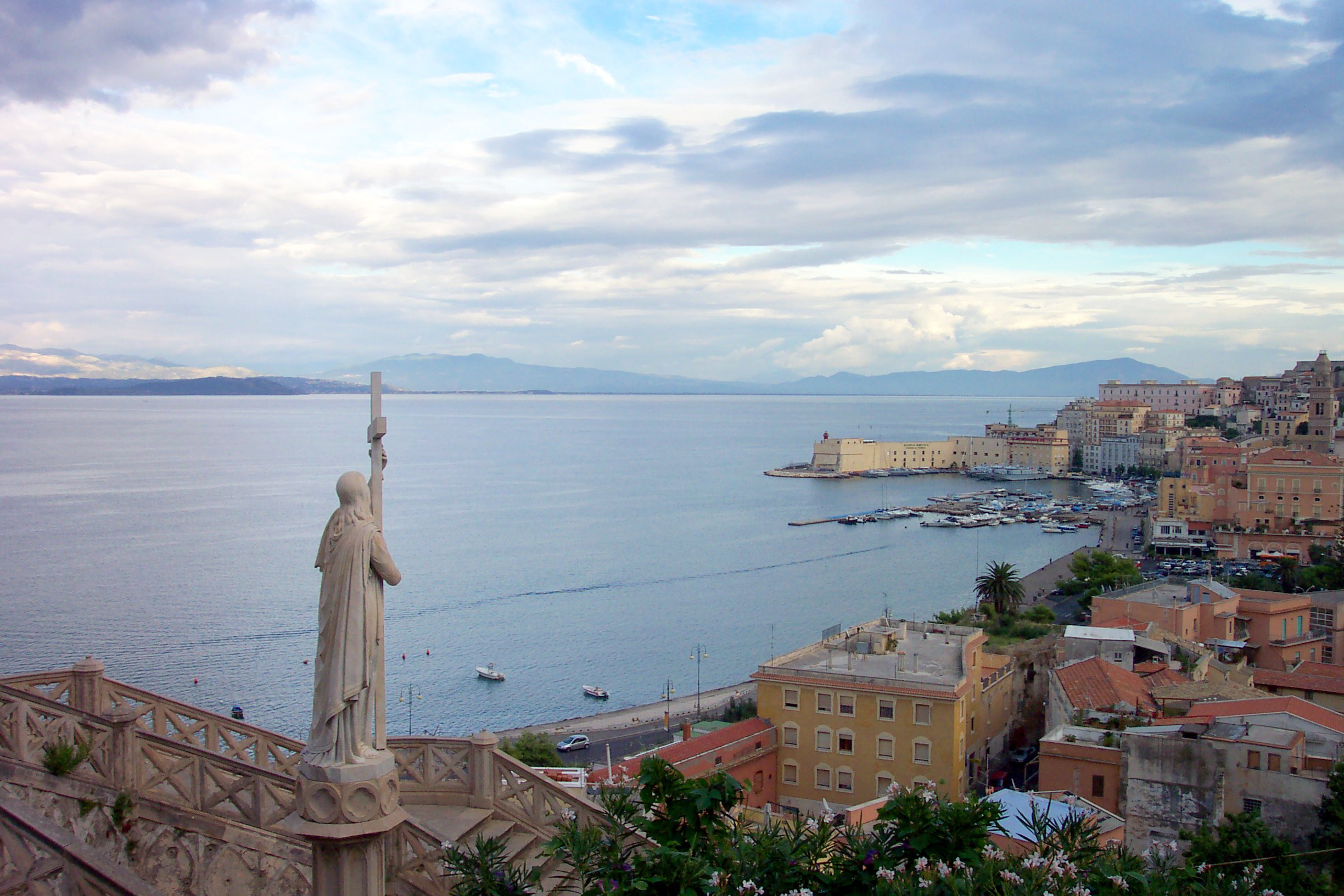
Blick auf den Golf von Gaeta

Die Stadt liegt am Golf von Gaeta auf einer hügeligen Landzunge, einem Ausläufer der Monti Aurunci. Ein Teil der Gemarkung gehört zum Parco regionale Riviera di Ulisse, darunter der Park „Monte Orlando“ an der Spitze der Landzunge.
Gaeta hat ein typisches Mittelmeerklima mit milden Wintern und warmen Sommern. Die langen Sandstrände des Stadtbezirks Serapo werden etwa von April bis Oktober von Badenden aufgesucht.
Die Stadtteile der Gemeinde sind Areanuta, Ariana, Fontania, Quattro Remi, Sant’Agostino, San Vito und Serapo. Das Gemeindegebiet erstreckt sich über eine Höhe von 0 bis 491 m s.l.m. Gaeta ist Mitglied der Comunità Montana dei Monti Aurunci. Die Gemeinde liegt in der Erdbebenzone 2 (mittel gefährdet).
Die Nachbargemeinden sind im Uhrzeigersinn Itri und Formia.

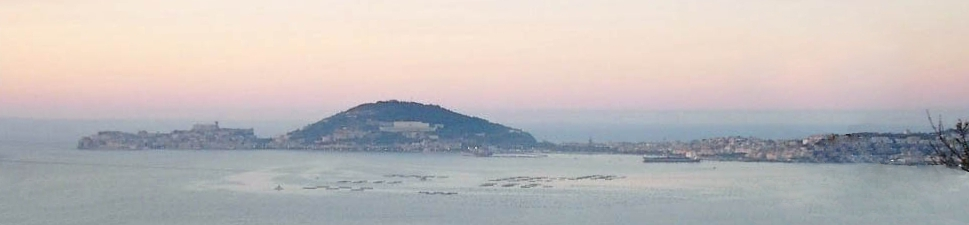
Panorama der Landzunge am Golf von Gaeta

## Geschichte

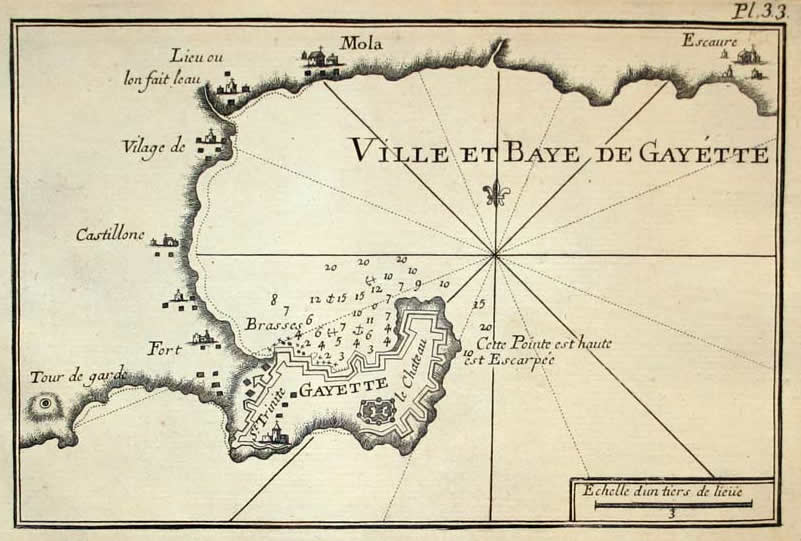
Gaeta 1764

Gaeta wurde bereits von Vergil in der Aeneis zitiert (Reise von Aeneas nach Rom). Es ist der Ort, an dem Aeneas nach der Legende seine Amme Caieta beerdigte. Von ihr soll sich auch der antike Name Caieta ableiten. Nach Strabon stammt der Name jedoch vom lakonischen Wort für Untiefe (Καιέτας). Der natürliche Hafen wurde schon sehr früh frequentiert. Ab der Mitte des 4. Jahrhunderts v. Chr. kam der antike Ort unter römischen Einfluss und entwickelte sich zu einem beliebten Wohnort. Am Golf von Gaeta besaßen mehrere vornehme Römer Villen, so etwa Lucius Marcius Philippus und Marcus Tullius Cicero bei Formiae. Auf dem Monte Orlando befinden sich das Grabmal des römischen Konsuls Lucius Munatius Plancus (frühes 1. Jahrhundert n. Chr.) und die Wallfahrtskirche Montagna Spaccata.
Caieta erlangte im Mittelalter große Bedeutung für den Seehandel. Unter der Herrschaft der Caetani, der Herzöge von Gaeta, sicherte die Stadt sich ihre Selbständigkeit gegenüber Papst und Kaiser sowie benachbarten Königen und Herzogen, unter anderem auch durch ein Bündnis mit den Sarazenen vom Garigliano.
Papst Pius IX. fand hier 1848 Zuflucht, nachdem ihn Aufständische während des italienischen Risorgimento aus Rom vertrieben hatten.
Der letzte König beider Sizilien, Franz II., wurde 1860 durch Garibaldi hierher vertrieben und hielt der Belagerung mit seinen letzten Truppen, befehligt von General Felix von Schumacher, mehrere Monate lang stand. Bis zum Zweiten Weltkrieg diente Gaeta aufgrund seiner geografischen Lage als Seefestung.
Seit 1967 ist in Gaeta das Flaggschiff der United States Sixth Fleet stationiert. Derzeit ist dies die Mount Whitney. Sie untersteht dem US-Flottenkommando (Naval Forces Europe-Africa/6th Fleet) in Neapel, wo sich auch der ehemals bedeutendere Stützpunkt der 6. Flotte befindet.

## Die Heldin von Gaeta
Als Heldin von Gaeta ging für ihre Tapferkeit bei der Verteidigung der Festung Gaeta die letzte Königin beider Sizilien, Marie in Bayern, in die Geschichte ein.

## Bevölkerungsentwicklung
2019: 20 214
2020: 20 071
2021: 19 755
2022: 19 598
2023: 19 423 (estimate)

## Politik
Cosmo Mitrano (PdL) wurde am 11. Juni 2012 zum Bürgermeister gewählt und am 15. Juni 2017 im Amte bestätigt: Es war seine erste Wiederwahl.
Am 12. Juni 2022 wurde Cristian Leccese mit einem Stimmenanteil von 64,85 % der gültigen Stimmen zum neuen Bürgermeister von Gaeta gewählt.

### Bürgermeister von Gaeta
- 1994–2001: Silvio D’Amante, (DS)
- 2002–2006: Massimo Magliozzi, (FI)
- 2006–2007: Bruno Frattasi, kommissarischer Bürgermeister
- 2007–2012: Antonio Raimondi, (linke Bürgerliste)
- 2012–2022: Cosmo Mitrano, (PdL/FI)
- seit 2022: Cristian Leccese

### Wappen
Das Wappen der Stadt ist ein viergeteilter Schild mit abwechselnd silbernen und roten Feldern. Das Wappen geht auf die aus Gaeta stammende Familie Caetani zurück.

### Städtepartnerschaften
- Partnerstädte von Gaete sind Frontignan in der französischen Region Okzitanien sowie Somerville und Cambridge im US-Bundesstaat Massachusetts.[6]
- Ein Freundschaftsvertrag besteht mit der Stadt Bethlehem in Palästina.

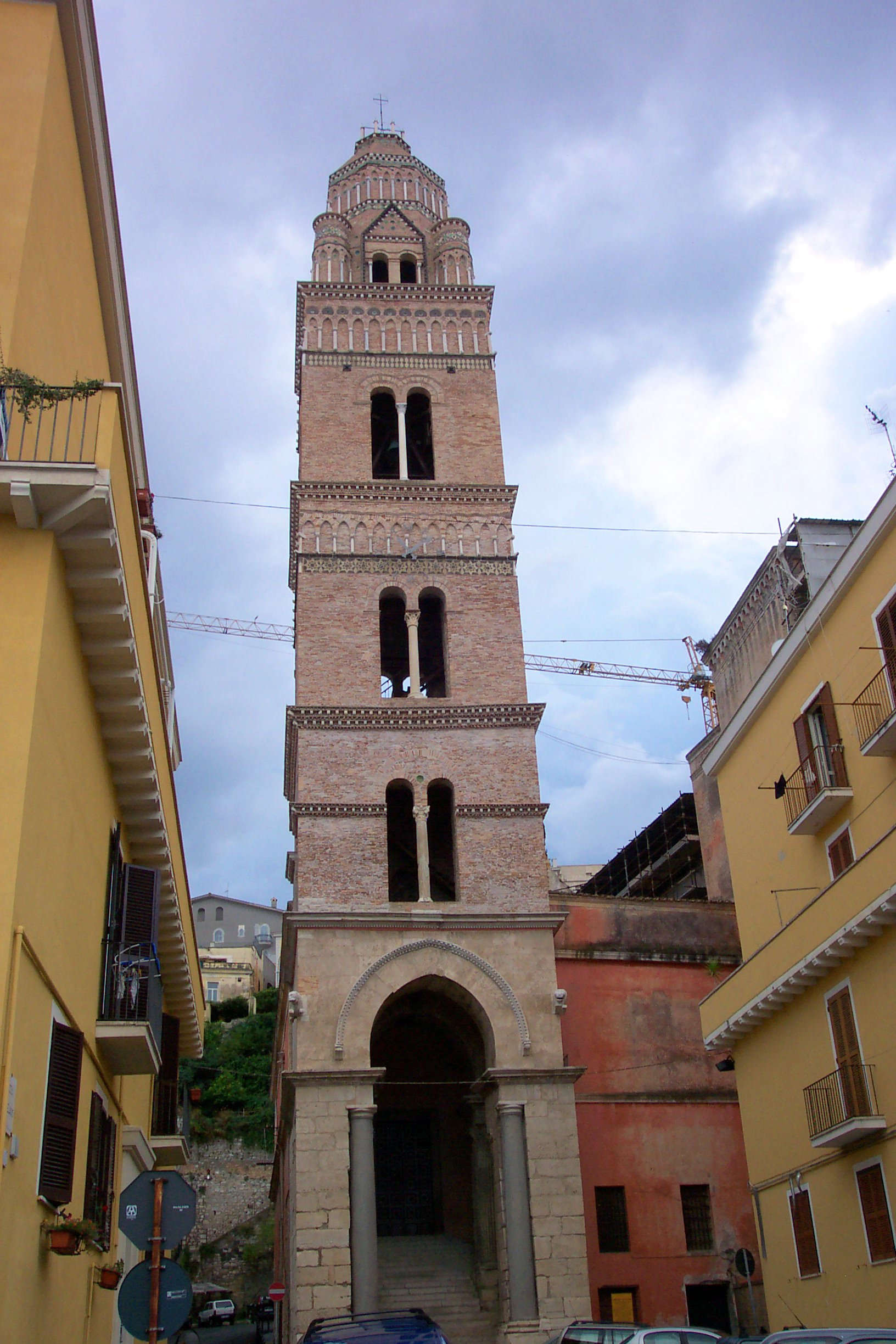
Der Glockenturm der Kathedrale

## Tourismus

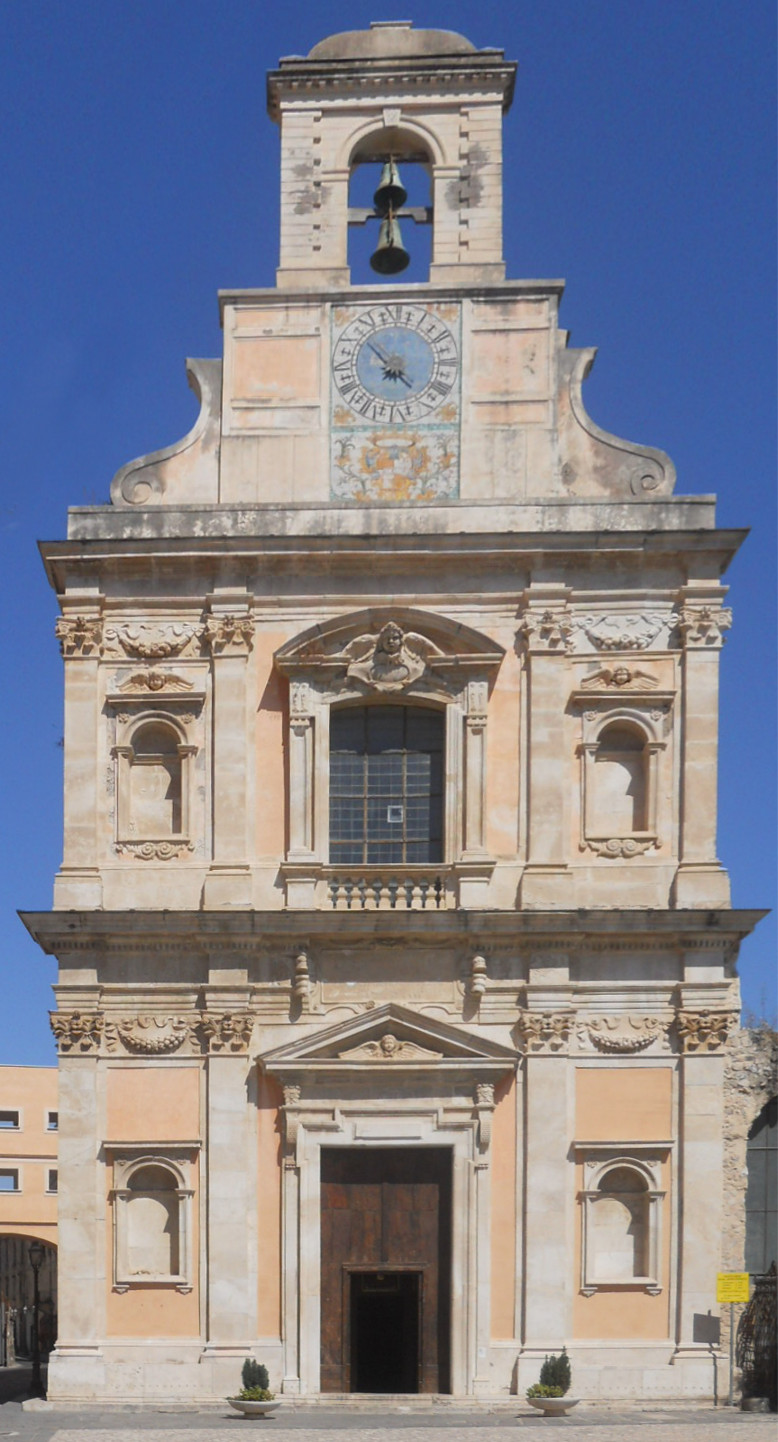
Fassade der Santissima Annunziata von Gaeta

Gaeta ist ein wichtiger Badeort zwischen Rom und Neapel. Im August verdreifacht sich die Bevölkerung der Stadt durch die Anwesenheit überwiegend italienischer Urlauber. Nur etwa 5 % der Augusturlauber in Gaeta sind Ausländer. Besonders beliebt ist der Stadtbezirk „Gaeta vecchia“ mit der mittelalterlichen Burg, den engen Gassen, alten Kirchen sowie der Kathedrale und dem Kloster. Dort befinden sich auch viele kleine Restaurants und Bars. Zwei Kilometer Richtung Sperlonga, auf der entlang der Küste führenden „Via Flacca“, befindet sich die „Disco-Meile“ mit Dutzenden von Diskotheken; die meisten davon zwischen Hang und Strand.

## Sehenswürdigkeiten
Historische Überreste aus der Zeit der Antike stellen touristische Attraktionen dar. Berühmt ist die Barockkirche Santissima Annunziata mit der sogenannten „goldenen Grotte“ (grotta d’oro), die direkt an der Uferpromenade liegt. Zu den bekanntesten Bauwerken gehört auch die Kathedrale von Gaeta, nach dem schweren Erdbeben von 1213 bis 1256 in gotischem Stil wiederhergestellt, aber seit dem 16. Jahrhundert zum Klassizismus hin verändert. Ihr Campanile wurde ab 1184 errichtet und 1279 weitgehend vollendet. Über der Altstadt erhebt sich das mittelalterliche Kastell (8. Jahrhundert), das heute als Staatsgefängnis genutzt wird.

## Jazzfestival
Seit 2008 findet jedes Jahr in Gaeta das „Gaeta Jazz Festival“ statt. Damals mehr als ein Privatvergnügen ins Leben gerufen ist das Festival heute ein angesehenes musikalisches Event auf dem renommierte und international bekannte Jazzmusiker, wie unter anderem schon Roberto Gatto und Roy Hargrove, auftreten. Die Höhepunkte des Festivals stellen Konzerte dar, die im Innenhof des mittelalterlichen Kastells stattfinden. Das eigentliche Festival findet im Sommer statt, inzwischen gibt es allerdings auch eine Ausweitung des Festivals auf den Winter unter dem Namen „Gaeta Jazz Winter“.

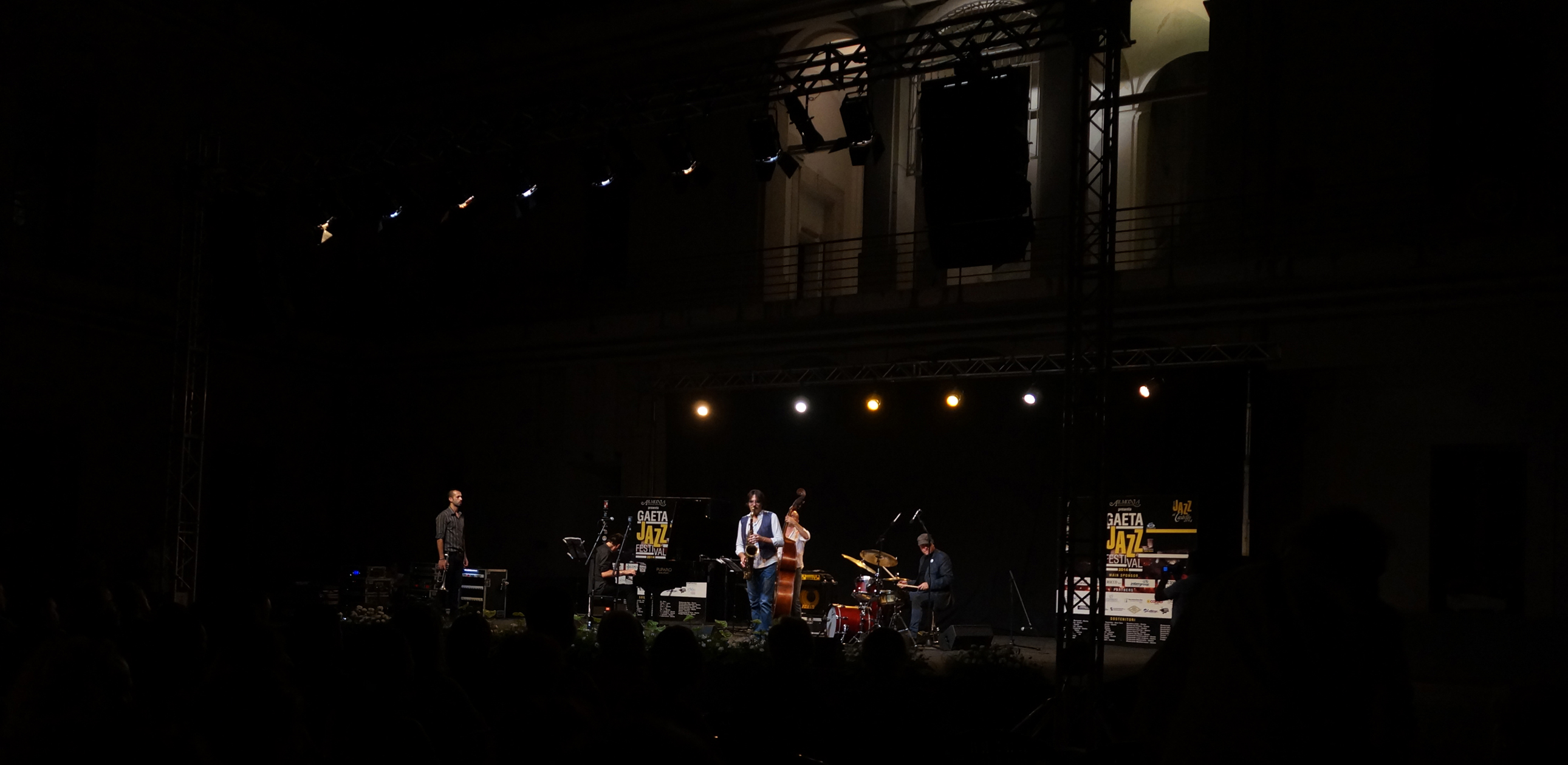
Roberto Gatto und Band auf der Bühne im Innenhof des Kastells

## Verkehr
- Gaeta wird entlang der Küste von der SS 213 Via Flacca durchquert, die von Terracina nach Formia führt.
- Kurz hinter Gaeta mündet die SS 213 in die SS 7 Via Appia, die Hauptverbindung Richtung Rom.
- Über die SS 630 ist Gaeta nach Norden mit Cassino verbunden.
- Über die SS 630 erreicht man auch in 42 km Entfernung die Anschlussstelle Cassino an der A1 Autostrada del Sole.
- Der nächste Bahnhof liegt in 8 km Entfernung in Formia an der Bahnstrecke Rom–Formia–Neapel.

## Persönlichkeiten

### Söhne und Töchter der Stadt
- Johannes von Gaeta (um 1058–1119), als Gelasius II. Papst
- Giovanni Caboto (um 1450–1498), Seefahrer
- Thomas Cajetan, eigentlich Tommaso de Vio (1469–1534), Dominikaner, Kardinal und Begründer des Neuthomismus
- Scipione Pulzone (um 1550–1598), Maler
- Sebastiano Conca (um 1680–1764), Maler
- Giovanni Bausan (1757–1825), Marineoffizier und Politiker im Königreich Neapel
- Emilio de la Forest de Divonne (1899–1961), Jurist, Politiker und Sportfunktionär
- Luigi Di Liegro (1928–1997), katholischer Priester
- Vincenzo Buonomo (* 1961), Rechtswissenschaftler, Völkerrechtler und vatikanischer Diplomat und seit 2018 Rektor der Päpstlichen Lateranuniversität

### Persönlichkeiten mit Bezug zur Stadt
- Michel Gaudin (1756–1841), von Napoleon Bonaparte zum französischen Herzog von Gaeta ernannt
- Enrico Cialdini (1811–1892), von Viktor Emanuel II. zum italienischen Herzog von Gaeta ernannt
- Cy Twombly (1928–2011), US-amerikanischer Maler, lebte und arbeitete über 50 Jahre in Gaeta[7]